# Sardinrörelsen
Sardinrörelsen eller sardinerna, på italienska movimento delle sardine eller le sardine är en italiensk antirasistisk och antifascistisk rörelse som startades i slutet av 2019. Protesterna har värvat hundratusentals medlemmar.  
Protesterna har bland annat riktat sig emot det främlingsfientliga partiet Lega och genomförts på gator och torg. Ett flertal gånger har demonstranterna sjungit Bella ciao, en italiensk sång som användes av partisaner i kampen mot fascismen.